# Кортландт (Нью-Йорк)
Кортландт (англ. Cortlandt) — місто (англ. town) в США, в окрузі Вестчестер штату Нью-Йорк. Населення — 42 545 осіб (2020).

## Демографія
Згідно з переписом 2010 року, у місті мешкали 41 592 особи в 14 987 домогосподарствах у складі 10 872 родин. Було 15962 помешкання
Расовий склад населення:
| - 84,5 % — білих - 5,4 % — чорних або афроамериканців - 3,6 % — азіатів - 0,2 % — корінних американців - 3,7 % — осіб інших рас |

До двох чи більше рас належало 2,7 %. Частка іспаномовних становила 12,8 % від усіх жителів.
За віковим діапазоном населення розподілялося таким чином: 24,7 % — особи молодші 18 років, 60,1 % — особи у віці 18—64 років, 15,2 % — особи у віці 65 років та старші. Медіана віку мешканця становила 43,3 року. На 100 осіб жіночої статі у місті припадало 96,4 чоловіків;  на 100 жінок у віці від 18 років та старших — 94,0 чоловіків також старших 18 років.
Середній дохід на одне домашнє господарство  становив 136 721 долар США (медіана — 103 266), а середній дохід на одну сім'ю — 158 691 долар (медіана — 129 658). Медіана доходів становила 84 234 долари для чоловіків та 62 309 доларів для жінок. За межею бідності перебувало 5,5 % осіб, у тому числі 7,0 % дітей у віці до 18 років та 6,2 % осіб у віці 65 років та старших.
Цивільне працевлаштоване населення становило 21 534 особи. Основні галузі зайнятості: освіта, охорона здоров'я та соціальна допомога — 30,3 %, науковці, спеціалісти, менеджери — 14,7 %, роздрібна торгівля — 9,1 %, фінанси, страхування та нерухомість — 8,2 %.